# Nagelfluhhöhen und Senken zwischen Bodensee und Wertach
Mit Nagelfluhhöhen und Senken zwischen Bodensee und Wertach, ursprüngliche Bezeichnung Nagelfluhhöhen und Senken zwischen Bodensee und Isar, wird die bis 1254 m ü. NHN hohe Übergangslandschaft vom Alpenvorland zu den Voralpen zwischen dem Pfänder im Südwesten und der Adelegg im Nordosten in Vorarlberg, Baden-Württemberg und Bayern bezeichnet, die in der Würm-Kaltzeit unvergletschert blieb. Die naturräumliche Einheit wurde in den Jahren 1991 bis 1993 von Hansjörg Dongus definiert und verallgemeinerte bzw. erweiterte die Einheit Adelegg aus dem Handbuch der naturräumlichen Gliederung Deutschlands. Die Landschaft besteht in der Hauptsache aus den Nagelfluhhöhen und Senken zwischen Bodensee und Iller, welche einfach zusammenhängend sind und von den Jungmoränenlandschaften am Bodensee einerseits und denen an der Iller andererseits abgrenzbar.

## Historisches
In der ersten Lieferung vom Handbuch der naturräumlichen Gliederung Deutschlands im Jahre 1953 wurde der südliche Teil des deutschen Alpenvorlandes unter der Bezeichnung 03 Voralpines Hügel- und Moorland als Haupteinheitengruppe ausgewiesen und in zehn dreistellige Haupteinheiten untergliedert. Der Zuschnitt der Haupteinheiten richtete sich in erster Linie nach Gletscherzungen und Moränenbögen der Würm-Kaltzeit, wovon die Einheit 034 Adelegg eine Ausnahme bildete, da diese nie vergletschert gewesen war.
Als Klaus Hormann im Jahr 1978 in Form von Blatt 190/196 Salzburg das erste Alpenrandblatt der Feingliederungen 1:200.000 herausgab, kritisierte er, dass die wichtigsten Moore im sich nördlich anschließenden Teil des Alpenvorlandes lägen und insbesondere die nur im Südteil des Alpenvorlandes zu findenden Seen im Titel verschwiegen würden. Er schlug als passenderen Namen für die Großlandschaft die Bezeichnung Subalpines Jungmoränenland vor, dem Hansjörg Dongus, der 1991 bis 1994 die übrigen drei Alpenrandblätter bearbeitete, folgte. Dongus wollte jedoch die Nagelfluh- und Molassehöhen, die vor allem im zuerst bearbeiteten Blatt 187/193 Lindau/Oberstdorf, die weit über die Adelegg hinausgehen, als getrennte Großregion auffassen. Da er, Hormann folgend und in Abweichung zum Handbuch, die Alpen mit auf 90 beginnenden Kennziffern gliederte, waren für ihn die Ziffern 01 und 02 frei; er vergab die 02 (nachfolgend jedoch, um Verwechslungen vorzubeugen, mit 02' bezeichnet) für die Nagelfluhhöhen, zu denen er auch die Molassekämme von St. Gallen-Appenzell auf Schweizer Gebiet rechnete. Auf deutschem Gebiet gliederte er den in Blatt Lindau fallenden Teil in fünf Unter-Haupteinheiten, von denen die zwei südwestlichsten von Pfänder und Sulzberg − beide im Handbuch noch Teil der Alpen – eingenommen werden. Er begründet diese Zuordnung in Blatt 187 (1991) insbesondere mit der geringen, nur knapp 1000 m übersteigenden Höhe gegenüber den einige 100 m höheren Bergen wie dem Hochälpele, den Vorhöhen der Winterstaude oder den Bergen der vorderen Nagelfluhkette unmittelbar südöstlich der hiesigen Einheit.
Den ursprünglichen Namen Nagelfluhhöhen und Senken zwischen Bodensee und Isar gab Dongus zwei Jahre später, bei der Arbeit zu Blatt 188/194 Kaufbeuren/Mittenwald, auf und änderte ihn in Nagelfluhhöhen und Senken zwischen Bodensee und Wertach, da die Schichtkämme zwischen der Wertach und der Isar keine geschlossene Zone mehr bilden; sie werden als Teile des Jungmoränenlandes aufgefasst.
Dongus' Gliederung wird vom Bundesamt für Naturschutz (BfN) insofern aufgenommen, als die dortigen Landschaftssteckbriefe die Adelegg nach Dongus' engerem Zuschnitt und die sonstigen Nagelfluhhöhen – mit Ausnahme des (von BfN zu den Alpen gestellten) Pfänders – getrennt von den Nachbarlandschaften behandeln. Das Bayerische Landesamt für Umwelt (LfU) berücksichtigt in seinen gröberen Gliederungen Dongus zum Teil. Zwar scheint sich Dongus' Nummerierung nicht zu etablieren, jedoch scheint die Einheit Nagelfluhhöhen und Senken zwischen Bodensee und Iller, also ohne den kleinen Teil rechts der Iller, eine sinnvolle Alternative zur kleineren Haupteinheit 034 Adelegg des Handbuchs zu sein.

## Naturräumliche Gliederung
Zwischen dem Bodensee bei Lindau und dem Illertal bei Kempten liegt eine voralpine Landschaft, die in der Würm-Kaltzeit unvergletschert geblieben war. Die Höhen der von Nagelfluh und Molasse bedeckten Kämme und Höhenzüge übersteigen jene des eigentlichen Jungmoränenlandes deutlich, erreichen aber nicht ganz alpine Höhen. Hansjörg Dongus wollte für diese Landschaften eine eigene Haupteinheitengruppe einführen, die auch die Molassekämme von St. Gallen-Appenzell auf Schweizer Gebiet mit einbezog und bis zur Isar reichen sollte. Da die Schichtkämme zwischen der Wertach und der Isar jedoch keine geschlossene Zone mehr bilden, hat er sie in den späteren Blättern als Teile des Jungmoränenlandes aufgefasst.
Folgendermaßen gliedert Dongus die hiesige Einheit, die er von den Alpen-Naturräumen (9) und dem Subalpinen Jungmoränenland (03) abgrenzt, die aber andererseits eine Erweiterung der Einheit 034 Adelegg in 03 darstellt:
- 02' Nagelfluhhöhen und Senken zwischen Bodensee und Wertach (bzw. zwischen Bodensee und Isar)
  - 020' Pfänder (am Hirschberg 1095 m) – 130 km²[3]
    - 20'.0 Südlicher Pfänder
    - 20'.1 Nördlicher Pfänder

  - 021' Nagelfluhhöhen und Senken von Sulzberg-Oberstaufen (bis 1041 m)– 219 km²[3]
    - 21'.0 Rotachsenke (Südwesten nimmt die Bregenzer Ach ein)
    - 21'.1 Schneiderspitzgruppe (am Schneiderkopf, 971 m)
    - 21'.2 Sulzberg (bis 1041 m)
    - 21'.3 Alberschwende (Senke an der Schwarzach bei Alberschwende)
    - 21'.4 Becken von Egg-Hittisau (mit Tälern von Bregenzer Ach, Weißach, Bolgenach und Subersach)
    - 21'.5 Langenegg (östlich von Langenegg; am Rotenberg 994 m)
    - 21'.6 Weißachsenke
    - 21'.7 Becken von Oberreute-Oberstaufen-Steibis (bei LfU zum Westallgäuer Hügelland gerechnet)
    - 21'.8 Balzer Berg (921 m; bei LfU zum Westallgäuer Hügelland gerechnet)

  - 022' Nagelfluhhöhen und Senken von Großholzleute-Immenstadt (bis 1254 m)[3] – 197 km²
    - 022'.0 Sonneneck (1106 m), Riedholzer Kugel (1066 m) und Laubenberg (919 m)
    - 022'.1 Becken von Weitnau-Ebratshofen
    - 022'.2 Hauchenberg (1242 m)
    - 022'.3 Salmaser Höhe (1254 m)
    - 022'.4 Hügelland von Akams (am Kühberg 1035 m)
    - 022'.5 Alpseetal

  - 023' Adelegg (bis 1129 m) – 112 km²[3]
    - 23'.0 Hohe (Südliche) Adelegg (nimmt den Großteil der Fläche von 023' ein)
    - 23'.1 Nordöstliche Adelegg (Gebirgsrand zwischen Kimratshofen (NW) und Wiggensbach (SO))
    - 23'.2 Nordwestliche Adelegg (Gebirgsrand östlich von Frauenzell)

  - 024' Rottachberg (am Burgkranzegger Horn 1151 m) – 85 km²[3][4]
    - 024'.0 Rottachbergkämme[8]
    - 024'.1 Rettenberger Tal

## Teillandschaften

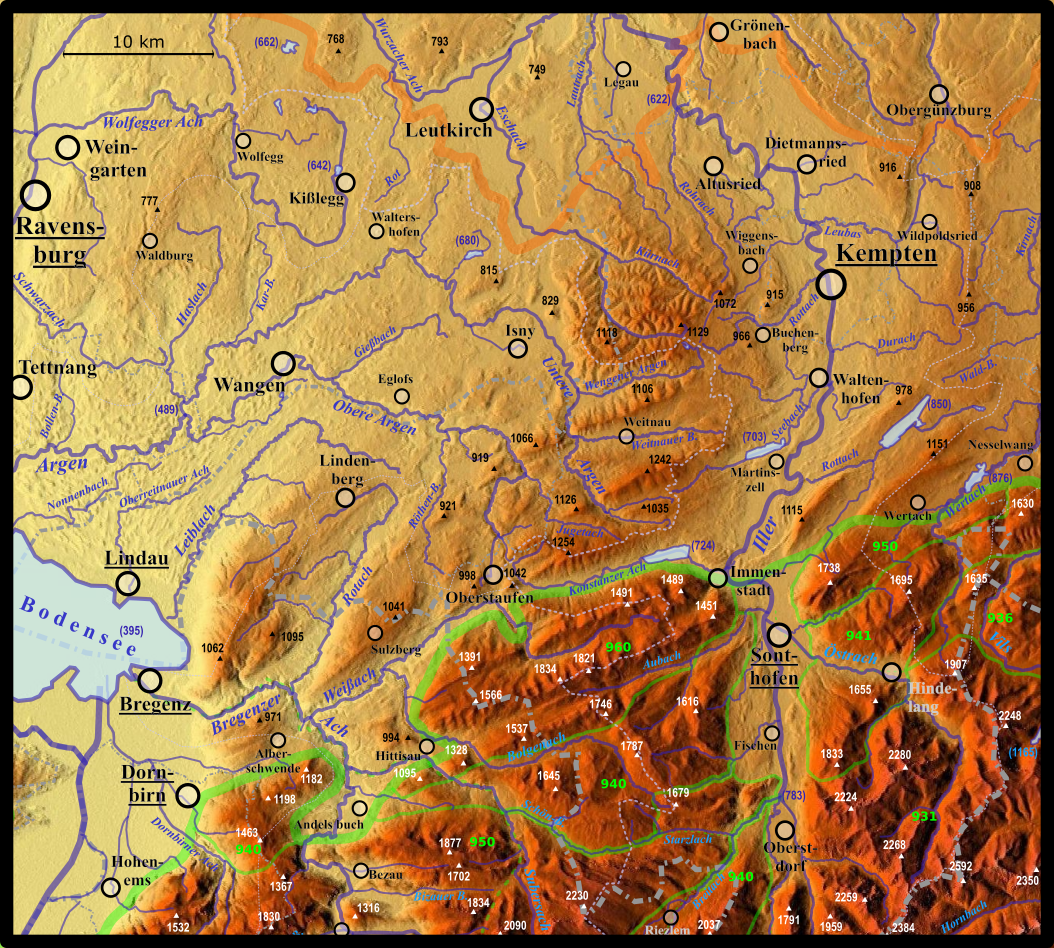
Relief der Nagelfluhschwelle inklusiver der alpinen, am Hochgrat 1834 erreichenden Allgäuer Nagelfluh-Schichtkämme; Legende siehe Bildbeschreibungsseite

Die Teillandschaften zwischen dem Sulzberg und der Adelegg sind im Folgenden und z. T. in Abweichung von der Gliederung nach Dongus zunächst nach Kämmen geordnet.

### Pfänder, Hirschberg und Sulzberg
Den südwestlichen Rumpf der Nagelfluhhöhen bilden die durch die Rotachsenke (21'.0) separierten, nach Norden bis Nordosten ausgerichteten Molassekämme von Pfänder (bis 1062 m) mit östlichem „Neben“kamm Hirschberg (bis 1095 m; zusammen Einheit 20') im Westen und Sulzberg (bis 1041 m; 21'.2) im Osten. Hinzu kommen der Schneiderspitz (21'.1; am Schneiderkopf bis 971 m) südlich des Pfänders und der Langenegg-Höhenzug (21'.5; am Rotenberg 994 m) südlich des Sulzbergs. Die Weißach trennt den Sulzberg von der am Hochgrat alpine 1834 m erreichenden Allgäuer Nagelfluh-Schichtkämme (Nagelfluhketten, 960) und vom Langenegg, ihr linker Nebenfluss Bolgenach trennt Langenegg und Nagelfluhketten, ihr Vorfluter Bregenzer Ach schließlich den Schneiderspitz von den übrigen Höhenzügen und die Schwarzach den Letztgenannten vom Hochälpele (940.03; 1463 m). Die Subersach (auch zur Bregenzer) trennt schließlich den Langenegg-Zug von der Bezauer Gewölbegruppe (950.5) mit der 1877 m hohen Winterstaude. All diese Berge gehören laut Handbuch (und laut LfU) bereits zu den Alpen, während Dongus die Untereinheiten von 02' zum Alpenvorland zählt.

### Adelegg
Den Nordosten der Nagelfluhschwelle bildet der Nagelfluh-Höhenzug der Adelegg im engeren Sinne (023'), der überwiegend in Richtung Nordwesten über die Aitrach zur Iller und schließlich zur Donau entwässert und nur durch die von der Kreisstraße OA 20 flankierte Eschach und der ihr unmittelbar am nordwestlichen Gebirgsrand von Osten zufließenden und von der Staatsstraße St 2376 begleiteten Kürnach nennenswert zertalt und segmentiert wird. Durch diese beiden Täler zerfällt die Adelegg in drei Höhenzüge, die alle mehr oder weniger nach Nordwesten ausgerichtet sind: Der nordöstliche Teilzug erreicht an seiner südöstlichen Basis und gleichzeitig dem östlichsten Berg der Adelegg überhaupt, dem Blender, 1072 m und bereits am westlichen Nachbarberg, dem Dürren Bühl mit 1077 m seine höchste Höhe. Der zentrale Höhenzug erreicht im Südosten, am Ursersberg, mit 1129 m die höchste Höhe der Adelegg überhaupt. wobei auch der Anger (1123 m) im südlichen und die Kreuzleshöhe (1115 m) im nördlichen Zentrum annähernd diese Höhe erreichen. Hierbei ist jedoch zu beachten, dass der teils gratartig schmale Kamm zwischen Ursersberg und Anger nirgends unter 1100 m fällt und zwischen Anger und Kreuzleshöhe nur auf etwa 1075 m. Der südwestliche Höhenzug erreicht an seiner Basis, dem Hohenkapf, 1121 m und im Zentrum, am Schwarzen Grat, 1118 m. Baden-Württemberg hat praktisch nur an diesem Höhenzug Anteil, wobei der Schwarze Grat knapp im Ländle liegt. Einen halbinselartigen Westausläufer bildet der Rangenberg (829 m), den Dongus zur Adelegg zählt, LUBW jedoch nicht.
In der Adelegg steht neben Konglomeraten Juranagelfluh der Schwäbischen Alb an.

### Sonneneck-Kamm
Zwischen Adelegg und Sulzberg schieben sich die in mehrere parallele, nach Südwesten streichende Schichtkämme zerfallenden Nagelfluhhöhen und Senken von Großholzleute-Immenstadt (022'), die größtenteils über die Untere und Obere Argen zum Bodensee entwässern. Ihr nördlichster Kamm, der des Sonneneck (022'.0; bis 1106 m) wird nur durch die Talung der Wengener Argen von der nördlich angrenzenden Adelegg getrennt und gleicht ihr im Nordostteil in geologischer Hinsicht. Die Untere Argen trennt den Sonneneck von der Riedholzer Kugel (1066 m), die Obere schließlich die Kugel vom Laubenberg (919 m). Jenseits der Eisenbahntrasse Oberstaufen–Heimenkirch (Bahnstrecke Buchloe–Lindau) wird dieser Kamm in Richtung Sulzberg durch den Balzerberg (21'.8 ; 921 m) fortgesetzt, wobei das Gestein bereits an der Riedholzer Kugel von Nagelfluh zu Molasse gewechselt hat.

### Hauchenberg-Kamm
Durch das Becken von Weitnau-Ebratshofen (022'.1) mit dem Weitnauer Bach und der Bundesstraße 12 von diesem Kamm getrennt, schließt sich weiter südlich der Molassekamm des Hauchenbergs (022'.2; 1242 m) an, der südwestlich der Unteren Argen in den Ochsenberg (1126 m) nordwestlich Missens übergeht – welchen Dongus zur Einheit der Salmeser Höhe (22'.3, s. u.) eingemeindet.

### Salmaser Höhe-Kamm
Der südlichste Kamm beginnt, südlich des Hauchenbergs und durch den Börlasbach mit der Kreisstraße OA 22 von diesem getrennt, mit dem Kühberg (1035 m) östlich Missens. Sein Massiv wird nach Südwesten vom Stixnerbach mit der Staatsstraße St 2006, wie auch der Börlasbach ein Quellbach der Unteren Argen, gerahmt und bildet das Hügelland von Akams (22'.4). Es entwässert zu großen Teilen zur Iller und wird vom Alpseetal (022'.5) mit dem Großen Alpsee (auf 724 m) nach Süden, vom Niedersonthofener See (auf 703 m) nach Nordosten gerahmt. Südwestlich jenseits des Stixnerbachs verläuft die Kammlinie etwas nach Süden versetzt weiter und erreicht an der Salmaser Höhe (022'.3), 1254 m. Der Staufner Berg (1042 m) verlängert diesen Kamm jenseits des Jugetbachs und liegt, wie auch die Salmaser Höhe, auf der Europäischen Hauptwasserscheide zwischen Rhein und Iller nach Südwesten. Etwas nördlich der Kammlinie liegt westlich davon der Kapf (998 m); zwischen beiden Bergen liegt der Markt Oberstaufen. Merkwürdigerweise zählt LfU den Staufner zum Westallgäuer Hügelland und den Kapf zu den Alpen; Dongus zählt beide zum Oberstaufener Becken (021'.7).

### Höhenegg
Auch östlich der so nach Dongus definierten Schwelle reichen Molasse- und Nagelfluhausläufer links der Iller bis in das Stadtgebiet von Kempten. Hierzu zählt insbesondere der Nagelfluh-Höhenzug des Höhenegg (915 m) nebst Nordausläufern, die die Stadt von Westen rahmen; südwestliche Basis des Höhenegg ist eine 966 m hohe Anhöhe unmittelbar südwestlich Buchenbergs, die auf der nordöstlichen Verlängerung des Sonneneck-Kammes liegt. LfU fasst diese Ausläufer mit der Salmeser Höhe und dem Hügelland von Akams zusammen (035-D2), während es die nördlichen beiden Kämme der Adelegg zurechnet. In den Karten zum Handbuch von 1954 und 1960 umfasste die Haupteinheit Adelegg in etwa die eigentliche Adelegg plus den Sonneneck-Kamm bis einschließlich des Balzerbergs. Dem entspricht auch die Einteilung von LUBW, wo der in Baden-Württemberger Gebiet fallende Nordostsporn der Riedholzer Kugel der Haupteinheit Adelegg zugerechnet wird.

### Rottachberg
Der Naturraum Rottachberg (024') östlich jenseits der Iller ist nur mittelbar Teil dieser Schwelle und konnte nur Teil dieser einfach zusammenhängenden Landschaft werden, indem man ihm einen schmalen Streifen des Illertals einverleibte. Er teilt sich auf in den eigentlichen Rottachberg (1115 m) im Südwesten, seine jenseits der Rottach sich daran anschließende, an der Butzenhalde 978 m erreichende Nordostabdachung im Norden, das Gebiet um den Rottachsee (auf 850 m) im Nordosten, die am Burgkranzegger Horn 1151 m erreichende Nordostabdachung des Grünten (950.0; 1738 m) im Osten sowie das Rettenberger Tal (024'.1) am der Rottach nach Nordosten zufließenden Kranzegger Bach, das den eigentlichen Rottachberg vom Grünten trennt, im Süden. Der vergleichsweise junge (errichtet 1984–1990) Rottachsee wird bei LfU nicht zur entsprechenden Einheit (035-D1) gerechnet.

## Berge
- Salmaser Höhe (1254 m) – südlichster Kamm des Zentralteils
- Hauchenberg (1244 m) – mittlerer Kamm des Zentralteils
- Thaler Höhe (1167 m) – östliche Fortsetzung des Salmaser-Höhe-Kamms
- Burgkranzegger Horn (1151 m) – Naturraum Rottachberg, Nordostabdachung des Grünten
- Ursersberg (1129 m) – Südosten des Zentralsegments der Adelegg
- Ochsenberg (1126 m) – westliche Fortsetzung des Hachenberg-Kamms
- Hohenkapf (1121 m) – Zentrum des Südwestsegments der Adelegg
- Schwarzer Grat (1118 m) – äußerster Südosten des Südwestsegments der Adelegg
- Rottachberg (1115 m) – Naturraum Rottachberg, Südwestteil
- Sonneneck (1106 m) – nördlichster Kamm des Zentralteils
- Hirschberg (1095 m) – östlicher „Neben“kamm des Pfänders
- Dürrer Bühl (1077 m) – Südosten des Nordostsegments der Adelegg
- Blender (1072) – äußerster Südosten des Nordostsegments der Adelegg und östlichster Berg des Höhenzugs
- Riedholzer Kugel (1066 m) – südwestliche Fortsetzung des Sonneneck-Kamms
- Pfänder (1062 m) – südwestlichster Berg der Landschaft
- Staufner Berg (1042 m) – südwestliche Fortsetzung des Salmaser-Höhe-Kamms
- Kühberg (1035 m) – nordöstliche Basis des Salmaser-Höhe-Kamms
- Kapf (998 m) – westlichste Fortsetzung des Salmaser-Höhe-Kamms
- Rotenberg (994 m) – höchste Erhebung der Langenegg-Gruppe im äußersten Süden der Landschaft
- Butzenhalde (978 m) – Nordostabdachung des Rottachbergs
- Schneiderkopf (971 m) – Schneiderspitz-Gruppe im äußersten westlichen Süden der Landschaft
- Anhöhe unmittelbar südwestlich Buchenbergs (966 m) – nordöstliche Fortsetzung des Sonneneck-Kamms südwestlich von Buchenberg; bei Dongus nicht Teil der Landschaft
- Balzerberg (921 m) – äußerster Südwesten des Sonneneck-Kamms
- Laubenberg (919 m) – Südwesten des Sonneneck-Kamms
- Höhenegg (915 m) – Nagelfluh-Berg deutlich östlich der Adelegg; bei Dongus nicht Teil der Landschaft
- Rangenberg (829 m) – halbinselartiger Westausläufer der Adelegg (Südwestsegment)

## Nachweise
1. ↑  
Emil Meynen, Josef Schmithüsen (Hrsg.): Handbuch der naturräumlichen Gliederung Deutschlands. Bundesanstalt für Landeskunde, Remagen/Bad Godesberg 1953–1962 (9 Lieferungen in 8 Büchern, aktualisierte Karte 1:1.000.000 mit Haupteinheiten 1960).
2. ↑  
Klaus Hormann: Geographische Landesaufnahme: Die naturräumlichen Einheiten auf Blatt 190/196 Salzburg. Bundesanstalt für Landeskunde, Bad Godesberg 1978. → Online-Karte (PDF; 6,1 MB)
3. 1 2 3 4 5 6 7  
Hansjörg Dongus: Geographische Landesaufnahme: Die naturräumlichen Einheiten auf Blatt 187/193 Lindau/Oberstdorf. Bundesanstalt für Landeskunde, Bad Godesberg 1991. → Online-Karte (PDF; 6,1 MB)
4. 1 2 3  
Hansjörg Dongus: Geographische Landesaufnahme: Die naturräumlichen Einheiten auf Blatt 188/194 Kaufbeuren/Mittenwald. Bundesanstalt für Landeskunde, Bad Godesberg 1993. → Online-Karte (PDF; 6,4 MB)
5. ↑  Landschaftssteckbrief Adelegg des Bundesamtes für Naturschutz (Hinweise)
6. ↑  Landschaftssteckbrief Nagelfluhhöhen und -senken bei Immenstadt i. Allgäu des Bundesamtes für Naturschutz (Hinweise)
7. 1 2 3 4 5 6  
Naturräume der Haupteinheitengruppen 01, 02 und 03 im BayernAtlas der Bayerischen Staatsregierung – Nördliche Kalkhochalpen und Schwäbisch-Bayerische Voralpen sowie Subalpines Jungmoränenland (Hinweise)
8. ↑  Bezeichnung auf Blatt 188! Auf Blatt 187, das nur Randanteile enthält, heißt 24'.0, genau wie 24', schlicht Rottachberg.
9. ↑  Nur Randanteile des Nordöstlichen Höhenzuges liegen in BW.
10. ↑  Naturräumliche Haupteinheiten Baden-Württembergs (PDF; 3,1 MB), Änderungen (PDF; 1,9 MB; S. 55–58) – LUBW (Hinweise)
11. ↑  Daten- und Kartendienst der Landesanstalt für Umwelt Baden-Württemberg (LUBW) (Hinweise)